# Ґрунтовиці
Ґрунтовиці (пол. Gruntowice) — село в Польщі, у гміні Дамаславек Вонґровецького повіту Великопольського воєводства.
Населення — 94 особи (2011).
У 1975-1998 роках село належало до Пільського воєводства.

## Демографія
Демографічна структура станом на 31 березня 2011 року:
|          | Загалом | Допрацездатний вік | Працездатний вік | Постпрацездатний вік |
| -------- | ------- | ------------------ | ---------------- | -------------------- |
| Чоловіки | 46      | 11                 | 29               | 6                    |
| Жінки    | 48      | 7                  | 31               | 10                   |
| Разом    | 94      | 18                 | 60               | 16                   |